# Hold on Love
Hold On Love è il terzo album in studio dalla band Azure Ray. È stato pubblicato il 7 ottobre 2003 con l'etichetta Saddle Creek Records.
È la 54ª uscita della Saddle Creek Records. La canzone "Across the Ocean" è stata inclusa nella serie tv coreana Coffee Prince.

## Tracce
1. The Devil's Feet – 2:30
2. New Resolution – 3:23
3. We are Mice – 3:49
4. Look to Me – 3:56
5. The Drinks We Drank Last Night – 4:01
6. Across the Ocean – 4:00
7. If You Fall – 3:03
8. Sea of Doubts – 3:36
9. Dragonfly – 2:13
10. Nothing Like a Song – 4:03
11. These White Lights will Bend to Make Blue – 4:08
12. Hold On Love – 3:17
13. Across the Ocean (video)
14. We are Mice (live)